# 아라이 준페이 (1994년)
아라이 준페이(일본어: 新井 純平, 1994년 11월 12일 ~ )는 일본의 축구 선수이다.

## 구단 경력
2017년 J2리그의 요코하마 FC에 입단하였다. 2019년 FC 류큐로 이적했다. 2019시즌 후 현역 은퇴.

## 국가대표팀 경력
그는 2011년 FIFA U-17 월드컵에 참가할 일본 U-17 국가대표팀에 발탁되었으며, 3경기에 출전했다.